# Giorgio Vinella
Giorgio Vinella (ur. 22 sierpnia 1973 roku w Putignano) – włoski kierowca wyścigowy.

## Kariera
Vinella rozpoczął karierę w wyścigach samochodowych w 1994 roku od startów w Brytyjskiej Formule Ford. Z dorobkiem 33 punktów uplasował się tam na dwunastej pozycji w klasyfikacji generalnej. W późniejszych latach pojawiał się także w stawce Francuskiej Formuły Ford 1800, Europejskiej Formuły Ford, Francuskiej Formuły Renault, Festiwalu Formuły Ford, Brytyjskiej Formuły Renault, Formuły 3000, Włoskiej Formuły 3000, Grand American Rolex Series, Italian Touring Endurance Championship, SEAT Ibiza Cup Italia oraz Gulf 12 Hours.
W Formule 3000 Włoch wystartował w siedmiu wyścigach sezonu 1998 z włoską ekipą Coloni. Jednak nigdy nie zdobywał punktów. Został sklasyfikowany na 36. miejscu w końcowej klasyfikacji kierowców.